# 찹쌀경단

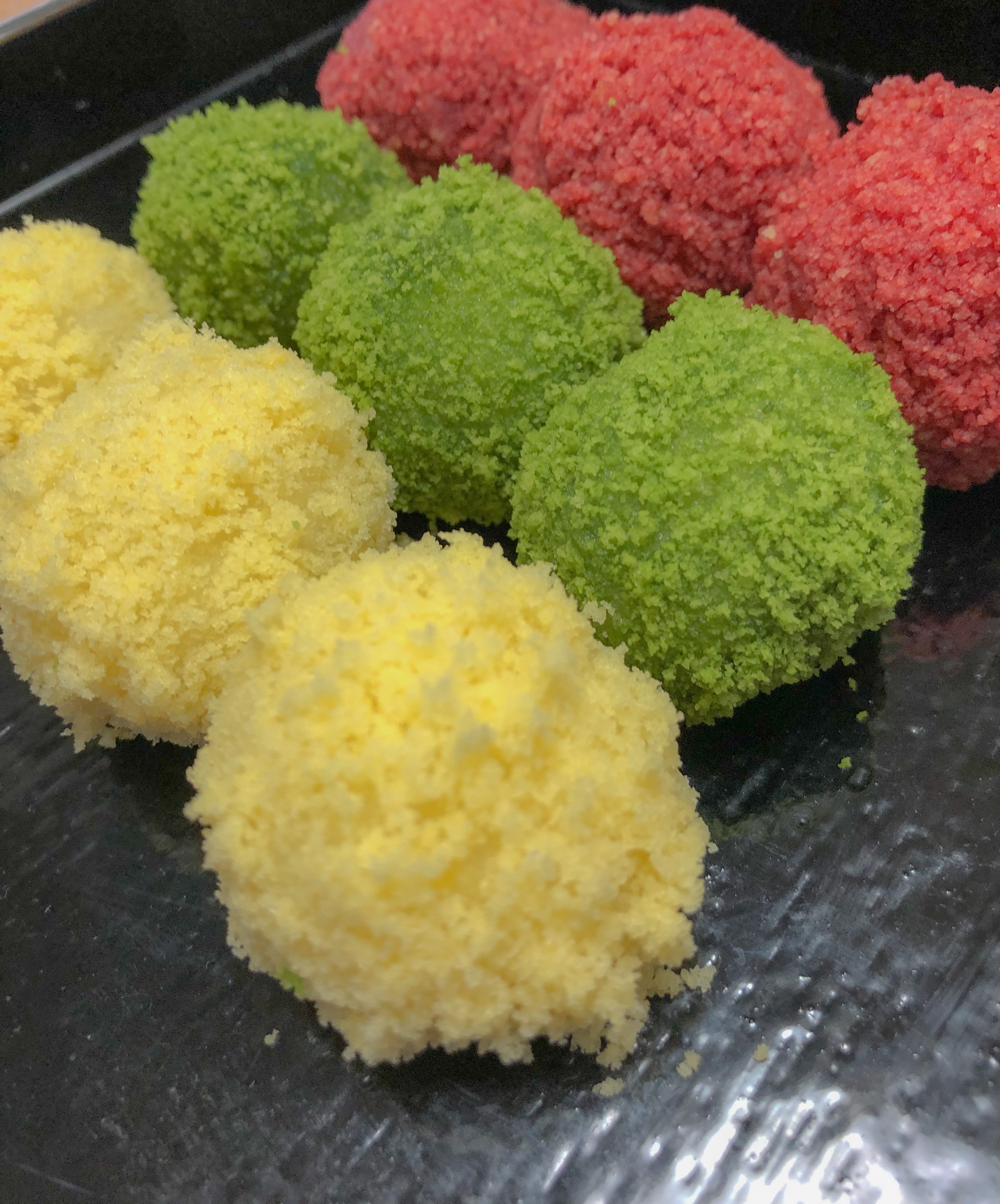
찹쌀경단

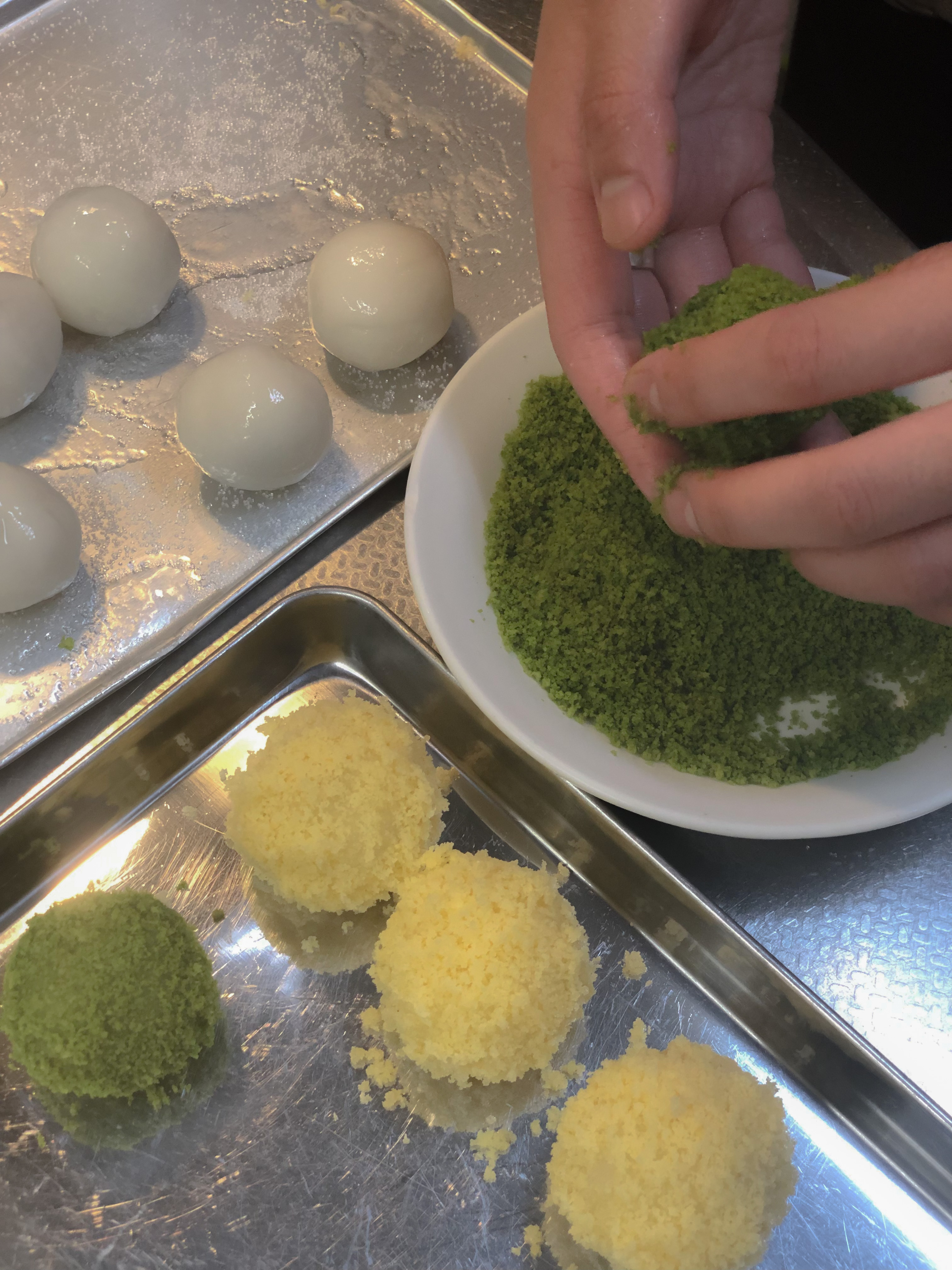
찹쌀경단

찹쌀 경단은 찹쌀로 만든 떡류의 한국요리이다. 전통적인 궁중요리 중 하나로서 경단을 싸는 재료에 따라 수많은 종류의 경단을 만들 수 있다. 일반적으로 방앗간이나 떡집에서 만든 것을 구매하는 경우가 많았으나, 최근 들어 집에서 직접 만들어 먹는 경우도 많아지고 있다.